# Iride (sous-marin)
Le Iride (en français : Iride) est un sous-marin de la classe Perla (sous-classe de la Serie 600, en service dans la Regia Marina lancé au milieu des années 1930 et ayant servi pendant la Seconde Guerre mondiale.
À l'origine, il s'appelait Iris jusqu'en juillet 1936, mais il a été rebaptisé peu avant son lancement.

## Caractéristiques
Les sous-marins de la classe Perla sont des sous-marins de petite croisière dérivés de la série Sirena, pour lesquels ils subissent une légère augmentation du déplacement et de la distance parcourue grâce aux améliorations et à l'installation de nouveaux équipements de climatisation ; des équipements plus modernes sont également installés à bord, notamment un radiogoniomètre pouvant être contrôlé depuis l’intérieur du navire. Entre les sous-marins construits à Monfalcone et ceux construites à La Spezia, il y a des différences extérieures, surtout à l'extrémité du massif.
Leur déplacement à pleine charge prévu était de 695 tonnes en surface et de 855 tonnes en immersion, mais variait quelque peu selon le sous-marin et le constructeur. Les sous-marins avaient une longueur de 60,20 m, une largeur de 6,4 m et un tirant d'eau de 4,6 m à 4,70 m.
Pour la navigation en surface, les sous-marins étaient propulsés par deux moteurs diesel Fiat, chacun entraînant un arbre porte-hélice d'une puissance totale de 675-750 ch (503-559 kW). En immersion, chaque hélice était entraînée par un moteur électrique CRDA de 400 ch (298 kW). Ces moteurs électriques étaient alimentés par une batterie d'accumulateurs au plomb composée de 104 éléments. Ils pouvaient atteindre 14 noeuds (26 km/h) en surface et 7,5 noeuds (13,9 km/h) sous l'eau. En surface, la classe Perla avait une autonomie de 5 200 milles nautiques (9 600 km) à 8 noeuds (15 km/h), en immersion, elle avait une autonomie de 74 nautiques (137 km) à 4 noeuds (7,4 km/h).
Les sous-marins étaient armés de six tubes lance-torpilles internes de 533 mm (21,0 in), quatre à l'avant et deux à l'arrière. Une torpille de rechargement était transportée pour chaque tube, pour un total de douze. Ils étaient également armés d'un canon de pont de canon OTO de 100 mm (4 pouces) pour le combat en surface. L'armement antiaérien léger consistait en une ou deux paires de mitrailleuses Breda Model 1931 de 13,2 mm (0,52 in).

## Construction et mise en service
Le Iride est construit par Odero-Terni-Orlando  (OTO) sur le chantier naval Cantiere navale del Muggiano de La Spezia en Italie, et mis sur cale le 3 septembre 1935. Il est lancé le 30 juillet 1936 et est achevé et mis en service le 6 novembre 1936. Il est commissionné le même jour dans la Regia Marina.

## Historique
Le Iride participe clandestinement à la guerre d'Espagne sous le commandement du lieutenant de vaisseau (tenente di vascello) Junio Valerio Borghese, devenant le protagoniste de deux épisodes qui ont risqué de provoquer un incident diplomatique entre l'Italie et l'Angleterre.
Le 30 août 1937, à 20 h 40, il aperçoit le destroyer britannique HMS Havock (H43), qu'il confond avec une unité espagnole, et douze minutes plus tard, il lui lance une torpille à une distance de 700 mètres. Le Havock, après avoir évité la torpille en tournant à tribord, a ensuite bombardé pendant neuf heures - avec les sections HMS Hardy (H87), HMS Hast (H24), HMS Hereward (H93) et HMS Hyperion (H97) avec lesquelles il forme la 2e flottille de destroyers britanniques (2nd Destroyer Flotilla) - le Iride avec des grenades sous-marines, sans toutefois lui causer de graves dommages. L'incident a créé une certaine tension entre l'Italie d'un côté et le Royaume-Uni, la France et l'Union soviétique de l'autre (contre l'Italie, il y a eu des accusations de piraterie).
Depuis septembre 1937, le Iride, avec les initiales L. 3 et le nom de Gonzales Lopez, a servi pendant quelques mois dans la Légion espagnole, ayant comme base Soller.
Au cours de cette période, un incident similaire à celui du Havock se produit. Les 3 et 4 octobre 1937, le destroyer britannique HMS Basilisk (H11) est manqué de peu par une torpille d'origine inconnue. L'affaire n'a jamais été éclaircie avec certitude et le commandement de la Royal Navy lui-même a cru que les guetteurs du Basilic avaient simplement confondu les traces de dauphins avec celles d'une torpille. En 1968, cependant, Junio Valerio Borghese (commandant du Iride au moment des événements), a affirmé avoir été l'agresseur du Basilic et avoir également reçu une dure réaction, qui lui avait causé deux morts et quatre blessés. Cependant, cette version n'est pas étayée par des preuves, et Borghese n'a pas précisé dans sa version les modalités de l'attaque présumée. En outre, selon les informations en possession de la marine italienne, le Iride n'a commencé sa première mission "légionnaire" que le 24 octobre (il était arrivé à Soller le 23 septembre, dans l'après-midi).
Après la fin de la guerre civile, le Iride revient sous le drapeau italien et est stationné à La Spezia, dans le cadre du XIVe Escadron de sous-marins (Ie Grupsom).
En 1938, il passe quelques mois à Massaua, dans la mer Rouge, où il est envoyé avec ses navires-jumeaux (sister ships) Onice et Berillo. Il revint en Italie en 1939.
Au début de la Seconde Guerre mondiale, le Iride est choisi comme sous-marin d'approche pour la première attaque de Siluro a lenta corsa (SLC) contre Alexandrie (opération "G.A. 1") et équipés de supports spéciaux sur lesquels les véhicules auraient été positionnés pour être ensuite fixés à la coque (ce système, qui permettait une tenue maximale de 30 mètres, ne s'est pas avéré le plus adéquat et a été en fait remplacé, sur les sous-marins Ambra, Gondar et Scirè, par des vérins spéciaux qui permettaient une profondeur3 fois plus importante et plus de praticité). Les travaux sont effectués en juillet 1940.
Le 12 août 1940, le Iride, sous le commandement du lieutenant de vaisseau Francesco Brunetti, quitte La Spezia et, après une escale à Trapani le 16 août, atteint le 21 août la baie de Ménélas et le golfe de Bomba (Cyrénaïque), où se trouvent le torpilleur Calipso (avec les équipages du SLC, neuf hommes en tout) et le navire de soutien Monte Gargano.
Quelques avions britanniques, revenant d'un raid, aperçoivent les navires italiens à une heure de l'après-midi et les Britanniques décident d'envoyer un éclaireur, à sept heures du matin le 22 août. Quand l'avion revient, trois bombardiers torpilleurs Fairey Swordfish décollent vers le golfe de Bomba.
Entre-temps, les SLC ont été embarqués sur le Iride et des préparatifs étaient en cours pour des tests de plongées trois Fairey Swordfish attaquent à midi, juste au moment où le sous-marin s'apprêtait à plonger. L'un des avions largue sa torpille d'environ 200 mètres. Une dizaine de secondes plus tard, la torpille frappe et le Iride, cassé en deux, coule en quelques instants, suivi peu après par le mouilleur de mines Monte Gargano, également touché par une torpille.
Parmi l'équipage du sous-marin, le torpilleur Calypso sauve tous ceux qui se trouvaient sur le pont et qui avaient été jetés à l'eau (le commandant Brunetti, trois hommes de la Xe Flottiglia MAS et huit autres membres de l'équipage du Iride) sauf deux (le 2e opérateur radio en chef Michele Antinoro et le canonnier Flavio Torracca) qui sont tués par un tir de mitrailleuse, tandis que les 42 autres hommes ont coulé avec le sous-marin.
Les opérateurs de la Xe Flottiglia MAS - dont Luigi Durand de la Penne, Elios Toschi, Gino Birindelli et Teseo Tesei - ont plongé dans l'épave et ont découvert que deux sous-officiers et sept marins étaient toujours vivants, coincés dans un des compartiments arrière.
La situation des survivants est critique : le compartiment était lentement inondé et les seules lampes en état de marche étaient celles de secours, mais surtout la trappe d'évacuation est bloquée, déformée par l'explosion.
Il a été conclu que la seule chose à faire était de forcer l'écoutille, après quoi les survivants du Iride atteindraient la surface aidés par des plongeurs. Entre-temps, cependant, les deux sous-officiers se sont noyés en tentant de sortir avant qu'ils n'y soient obligés.
Après la nuit passée à libérer l'écoutille de l'épave métallique (outre les hommes de la Xe Flottiglia MAS, Germano Gobbi, un plongeur envoyé de Tobrouk, participe aux opérations), il a fallu l'accrocher à un câble tiré par un bateau de pêche pour le relever. Les sept survivants sont remontés à la surface soutenus par les hommes du X MAS, mais malheureusement deux des marins sont morts d'embolie.
Au total, 35 hommes ont perdu la vie dans le naufrage du Iride (3 officiers, 9 officiers mariniers et 23 quartiers-maîtres et matelots), alors que les survivants étaient au nombre de 17.
Le sous-marin avait effectué 7 missions de guerre, couvrant 2 435 nautiques (4 509 km) en surface et 480 nautiques (888 km) en plongée.
L'épave du Iride, à moitié détruite par la suite par des grenades sous-marines, repose sur un fond marin entre 18 et 20 mètres, couchée sur le côté,.